# Learjet 31
Learjet 31 (LJ31) — реактивный административный самолёт производства компании Learjet бизнес-класса, созданный на базе Learjet 29.

## История самолета
Learjet 31 явился дальнейшей модернизацией самолёта Learjet 29. Он имеет два двигателя и относится к классу бизнес-джет. Основное назначение самолёта — перевозки официальных лиц государственных учреждений и коммерческих организаций. Самолёт оборудован пассажирским салоном высокой степени комфорта вместимостью до 8 человек и электронные средства, позволяющие пассажирам работать во время полёта.
Самолёт произведён компанией Learjet, являющейся дочерней компанией Bombardier в качестве замены устаревшего Learjet 29.
Первый полёт Learjet 31 состоялся 11 мая 1987 года. В варианте Learjet 31A самолёт был введён в эксплуатацию в октябре 1990 года. Эта версия отличалась увеличенной крейсерской скоростью, цифровой системой авионики и новой панелью приборов. Колесо носового шасси управляется с помощью электрической системы, а лобовое стекло имеет обогрев. Модификация Learjet 31ER имеет увеличенную дальность полёта.
Первый серийный самолёт Learjet 31А, имеющий серийный номер 31а-035, сдан в эксплуатацию 15 августа 1991 года. Последний Learjet 31А, имеющий серийный номер 31а-242, сдан в эксплуатацию 1 октября 2003 года.

## Модификации

### Learjet 31
Модель самолёта Learjet 31 — базовая модель нового семейства самолётов бизнес-джет фирмы Learjet. Воплотила самые современные разработки в области аэродинамики и авиационного оборудования, современных систем обработки и передачи информации.

### Learjet 31A
Дальнейшая модернизация базовой версии, выпущенная в 1990 году. Основные изменения коснулись пассажирского салона и кабины. Заменено авиационное оборудование на более современное, установлена система навигации.
В 2000 году самолёт вновь был модернизирован. Увеличены взлётная и посадочные массы. Установлена цифровая электронная система управления двигателем нового поколения и заменена система кондиционирования воздуха с разделением на салонную и кабинную.

### Learjet 31A/ER
Версия самолёта Learjet 31A с увеличенной дальностью полёта до 3539 км.

## Эксплуатанты
Пакистан

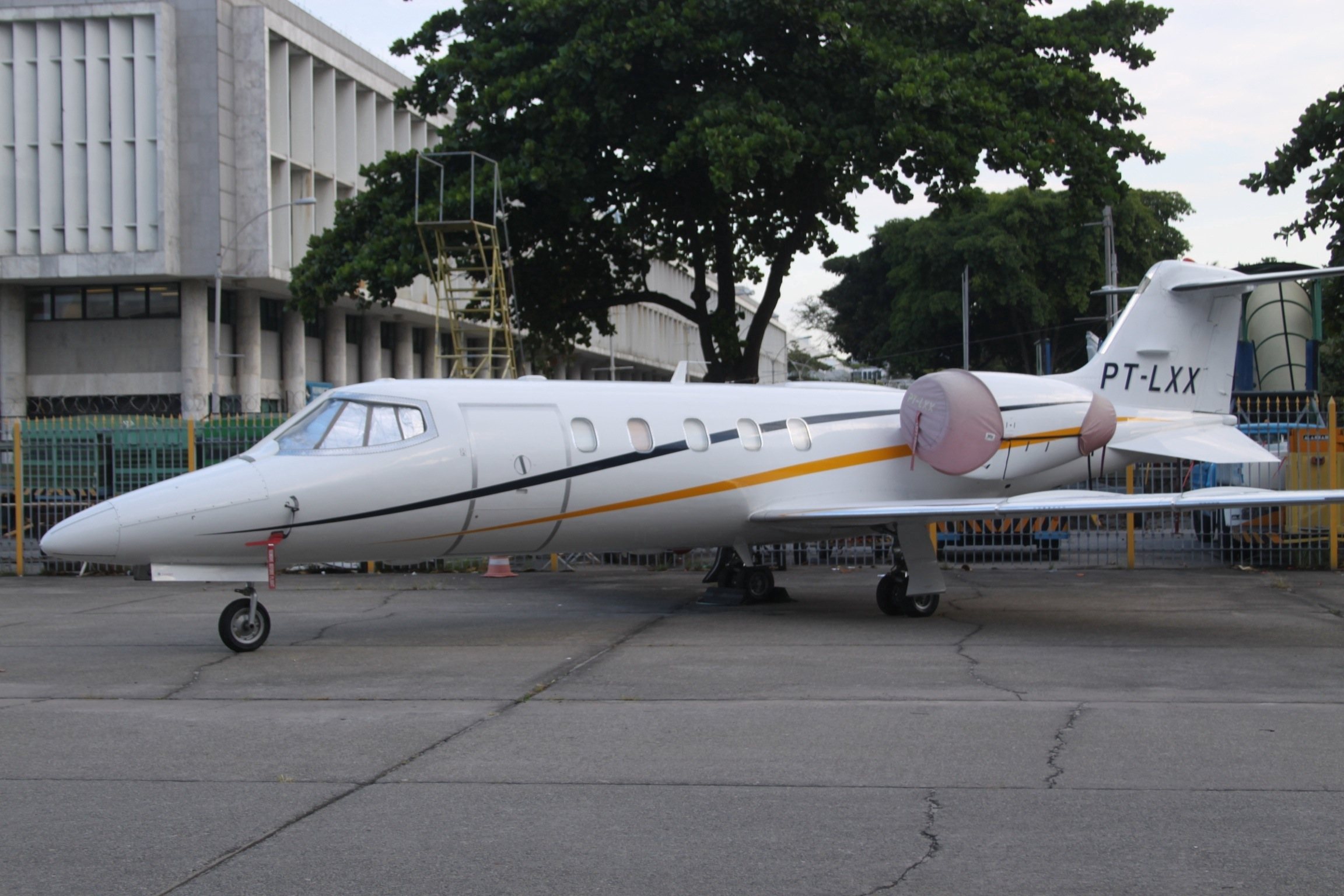
Learjet 31

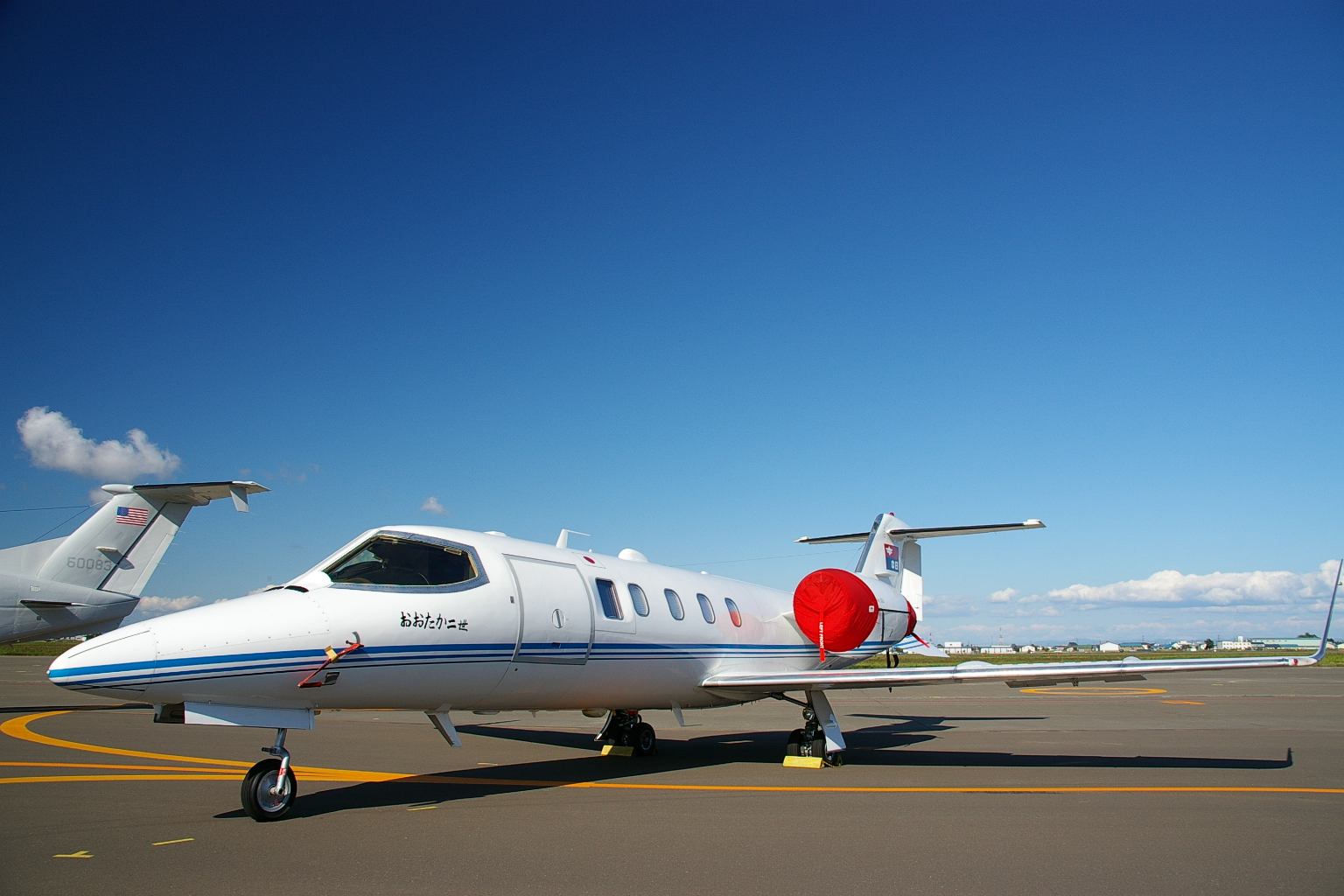
Learjet 31A

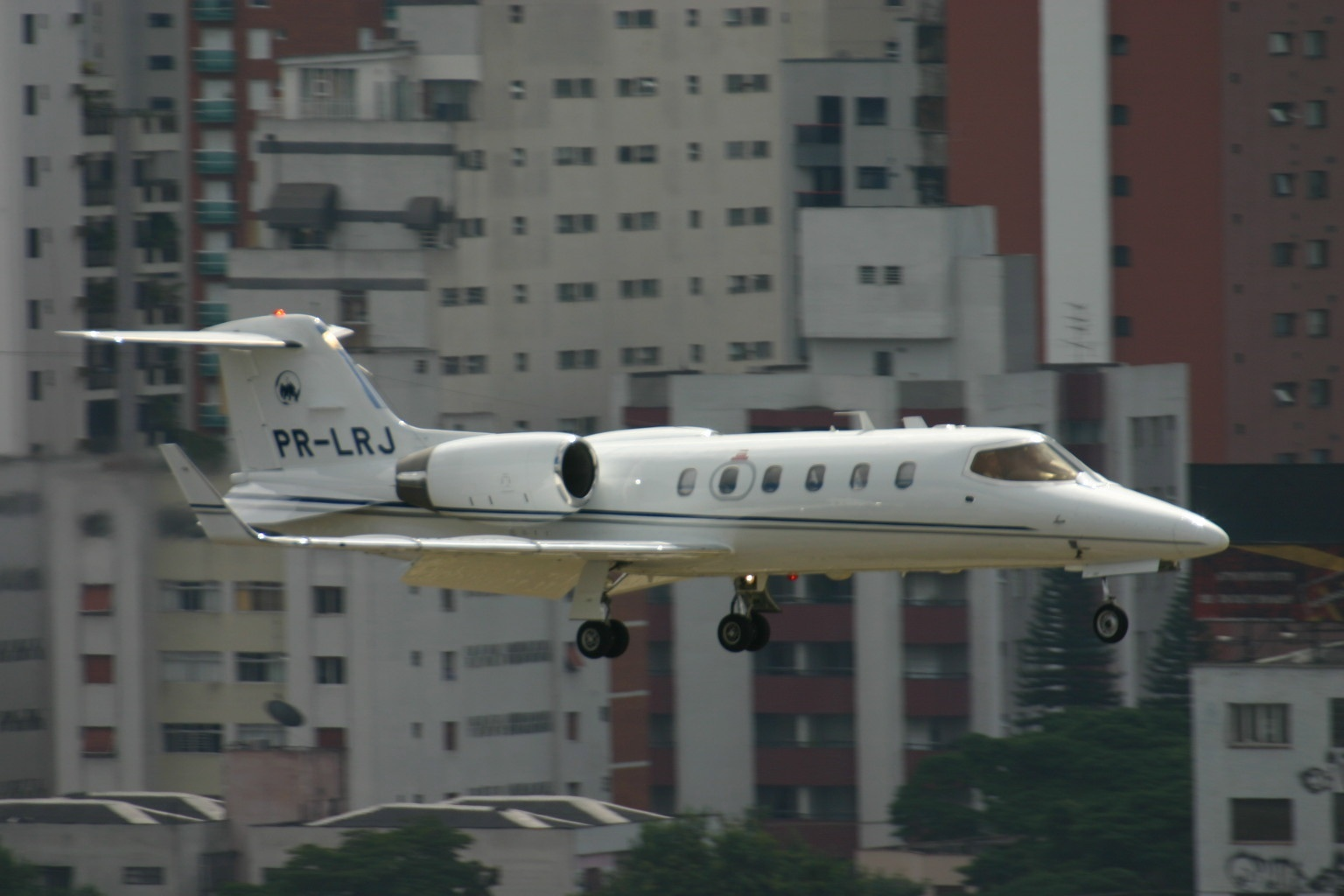
Learjet 31A

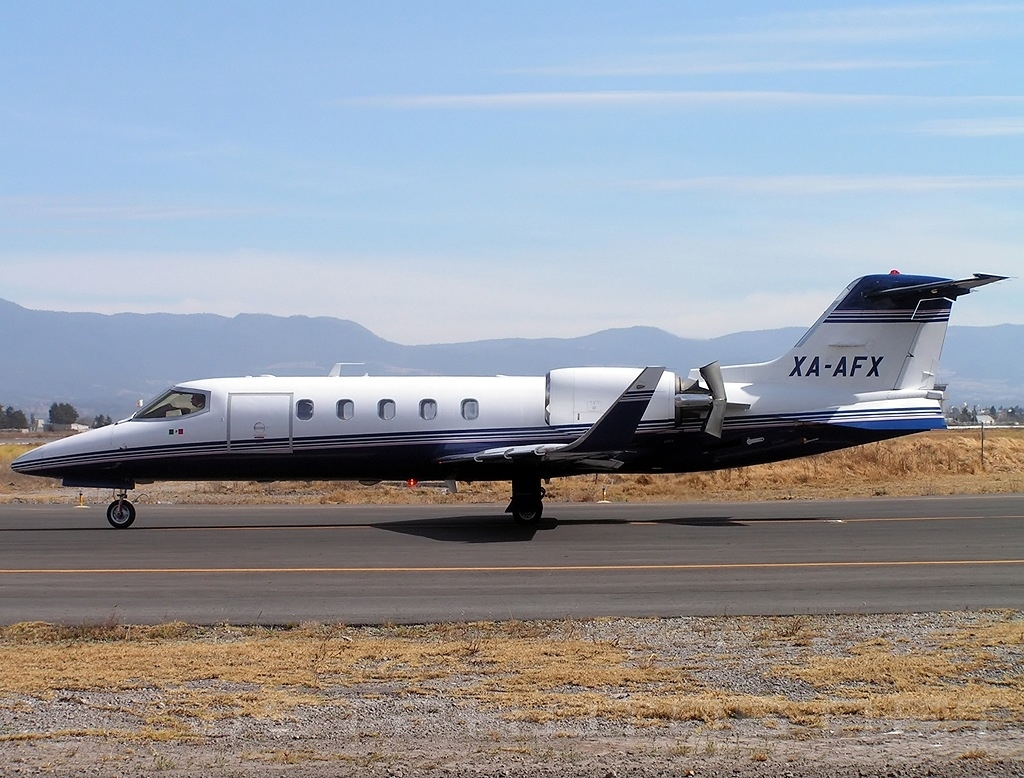
Частный Learjet 31A

- Правительство Белуджистана, Пакистан

 США
- НАСА
- Компания «Elite Air»
- Компания «Pulver Aviation»

 ОАЭ
- Компания «The Eghtesad Family»

 Индонезия
- Министерство транспорта Индонезии[3]

 Канада
- Компания «Vinci Aviation»[4]

 Эстония
- Компания «Panaviatic»[5]

 Иран
- Комиссия по ценным бумагам

## Аварии и катастрофы
По состоянию на 4 января 2021 года, в различных авариях и катастрофах было потеряно 6 самолётов Learjet 31 (в том числе 2 самолёта Learjet 31A). При этом погибли 6 человек.
| Дата       | Бортовой номер | Место            | Жертвы | Краткое описание                                                                        |
| ---------- | -------------- | ---------------- | ------ | --------------------------------------------------------------------------------------- |
| 25.02.1990 | N984JD         | Тайюань          | 0/7    | Загорелся после посадки на фюзеляж.                                                     |
| 21.07.1997 | 9V-ATD         | Ранонг           | 2/2    | Врезался в гору во время тренировочного полёта.                                         |
| 02.09.1997 | N71JC          | Абердин          | 0/2    | Посадка на фюзеляж.                                                                     |
| 22.10.2015 | XB-GYB         | Апасео-эль-Альто | 4/4    | Упал с эшелона по неустановленной причине (предположительно техническая неисправность). |
| 25.09.2016 | PK-JKI         | Джакарта         | 0/8    | Потерпел аварию при взлёте.                                                             |
| 02.01.2021 | PP-BBV         | Диамантина       | 0/4    | Медицинский рейс. Выкатился за пределы ВПП.                                             |

## Лётно — технические характеристики
Источник Brassey's World Aircraft & Systems Directory 1999-2000
Основные характеристики
- Экипаж: 2 человека (лётчик и помощник)
- Пассажиры: 8 пассажиров
- Длина: 14.83 м (48 ft 8 in)
- Размах крыла: 13.36 м (43 ft 10 in)
- Высота: 3.73 м (12 ft 3 in)
- Площадь крыла: 24.57 м2 (264.5 sq ft)
- Масса пустого: 4471 кг (9,857 lb)
- Максимальная взлётная масса: 7031 кг (15,500 lb)
- Двигательная установка: 2× Garrett TFE731-2 ТВД, 15,6kN (3,500 lbf) каждый

 Лётные характеристики 
- Максимальная скорость: 0,81М
- Крейсерская скорость: 829 км/ч (515 mph, 448 knots) at 45 000 футов (14 000 м)
- Скорость сваливания: 156 км/ч (97 mph, 84 knots) (с шасси и закрылками)
- Практическая дальность: 3021 км (1,877 mi, 1,631 nmi) (4 пассажира)
- Практический потолок: 15545 м (50,000 ft)
- Скороподъёмность: 27,8 м/с (5,480 ft/min)